# Monasterio de Sarov
El Monasterio de Sarov o Monasterio del Tránsito de la Madre de Dios (en ruso: Свято-Успенская Саровская пустынь) está ubicado Sarov, Rusia; ciudad que toma su nombre por el monasterio ubicado allí.

## Historia
En 1654, el monje ortodoxo, Teodosio, se asentó por primera vez en la colina de Sarov. El monasterio fue establecido para los monjes ortodoxos en 1706. El ermitaño y místico San Serafín de Sarov, uno de los santos más venerados de la iglesia ortodoxa rusa, vivió en Sarov desde 1778 hasta su muerte, en 1833. En el monasterio, San Serafín de Sarov pasó los primeros 25 años en aislamiento y después volvió como ministro en 1815, siguiendo las indicaciones que le había dado la Virgen María en una experiencia espiritual que tuvo. En 1903, el monasterio fue visitado por el zar Nicolás II y otros miembros de la familia imperial. En ese momento el monasterio tenía nueve iglesias, incluida una subterránea: la iglesia de San Anatolio y San Teodosio.
En 1927, el monasterio fue cerrado, los monjes enfrentaron represiones bolcheviques y muchos fueron ejecutados. El monasterio se convirtió en un centro de detención juvenil y en 1928 pasó a ser un albergue para niños huérfanos, que fueron forzados a construir las vías del tren entre Sarov y Nizhni Nóvgorod. Durante la Segunda Guerra Mundial, los edificios del monasterio se utilizaron para mantener a presos políticos bajo la administración del gulag y fábrica para producir cohetes para los lanzacohetes BM-13 "Katiusha".
Los proyectos de remodelación comenzaron en 1992, con la renovación y entrada en servicio de la Iglesia de Todos los Santos, que se ubica en la entrada del monasterio y era usada como bodega. En 2005 se reconstruyó el campanario y en 2007 construyó una torre de antena para poder mover la que en ese momento estaba sobre el campanario, también se renovó el camino que lleva al monasterio. Está bajo la jurisdicción de la Eparquía de la Iglesia Ortodoxa Rusa de Nizhni Nóvgorod.